# باتريك كونستابل
باتريك كونستابل (بالإنجليزية: Patrick Constable)‏ هو دراج أسترالي، ولد في 15 يوليو 1995 في ليزمور في أستراليا.

## وصلات خارجية
- باتريك كونستابل على موقع أرشيف الدراجات (الإنجليزية)
- باتريك كونستابل على موقع اللجنة الأولمبية الدولية (الإنجليزية)
- باتريك كونستابل على موقع أوليمبيديا (الإنجليزية)
- باتريك كونستابل على موقع اللجنة الأولمبية الأسترالية (الإنجليزية)